# Calcio ai Giochi della XXVII Olimpiade - Torneo maschile

## Risultati

### Fase eliminatoria

#### Gruppo A
| Squadra        | P.ti | G | V | N | P | GF | GS | DR |
| -------------- | ---- | - | - | - | - | -- | -- | -- |
| Italia U-23    | 7    | 3 | 2 | 1 | 0 | 5  | 2  | +3 |
| Nigeria U-23   | 5    | 3 | 1 | 2 | 0 | 7  | 6  | +1 |
| Honduras U-23  | 4    | 3 | 1 | 1 | 1 | 6  | 7  | -1 |
| Australia U-23 | 0    | 3 | 0 | 0 | 3 | 3  | 6  | -3 |

| Arbitro: | Prendergast |

|  |           |           |
|  | Marcatori | 81’ Pirlo |

| Arbitro: | Micheľ |

|                                           |           |                        |
| Igbinadolor 50’ Agali 78’ Aiyegbeni 90+1’ | Marcatori | 35’ 76’ Suazo 60’ León |

| Arbitro: | Simon |

|                      |           |                                   |
| Foxe 41’ Wehrman 44’ | Marcatori | 16’ Ikedia 22’ Aghahowa 64’ Agali |

| Arbitro: | Jun |

|                                 |           |                      |
| Comandini 12’ 22’ Ambrosini 18’ | Marcatori | 29’ (aut.) Comandini |

| Arbitro: | Daami |

|                    |           |              |
| Rosales 51’ (aut.) | Marcatori | 3’ 60’ Suazo |

| Arbitro: | Ramos Rizo |

|                    |           |           |
| Okunowo 65’ (aut.) | Marcatori | 40’ Lawal |

#### Gruppo B
| Squadra            | P.ti | G | V | N | P | GF | GS | DR |
| ------------------ | ---- | - | - | - | - | -- | -- | -- |
| Cile U-23          | 6    | 3 | 2 | 0 | 1 | 7  | 3  | +4 |
| Spagna U-23        | 6    | 3 | 2 | 0 | 1 | 6  | 3  | +3 |
| Corea del Sud U-23 | 6    | 3 | 2 | 0 | 1 | 2  | 3  | -1 |
| Marocco U-23       | 0    | 3 | 0 | 0 | 3 | 1  | 7  | -6 |

| Arbitro: | Ramos Rizo |

|  |           |                                      |
|  | Marcatori | 10’ Velamazán 26’ José Mari 37’ Xavi |

| Arbitro: | Mane |

|            |           |                                              |
| Ouchla 79’ | Marcatori | 36’ 46’ (rig.) 55’ Zamorano 72’ (rig.) Navia |

| Arbitro: | Fandel |

|                  |           |  |
| Lee Chun-soo 53’ | Marcatori |  |

| Arbitro: | Tangawarima |

|            |           |                          |
| Lacruz 54’ | Marcatori | 24’ Olarra 41’ 90’ Navia |

| Arbitro: | Micheľ |

|                   |           |  |
| Lee Dong-gook 28’ | Marcatori |  |

| Arbitro: | Jun |

|                         |           |  |
| José Mari 33’ Gabri 90’ | Marcatori |  |

#### Gruppo C
| Squadra          | P.ti | G | V | N | P | GF | GS | DR |
| ---------------- | ---- | - | - | - | - | -- | -- | -- |
| Stati Uniti U-23 | 5    | 3 | 1 | 2 | 0 | 6  | 4  | +2 |
| Camerun U-23     | 5    | 3 | 1 | 2 | 0 | 5  | 4  | +1 |
| Kuwait U-23      | 3    | 3 | 1 | 0 | 2 | 6  | 8  | -2 |
| Rep. Ceca U-23   | 2    | 3 | 0 | 2 | 1 | 5  | 6  | -1 |

| Arbitro: | Simon |

|                        |           |                                  |
| Albright 21’ Wolff 44’ | Marcatori | 28’ Jankulovski 52’ (rig.) Došek |

| Arbitro: | Grimshaw |

|                                   |           |                            |
| Alnoudji 37’ Mboma 76’ Lauren 86’ | Marcatori | 63’ al-Mutairi 88’ Mubarak |

| Arbitro: | Sanchez Yanten |

|             |           |           |
| Vagenas 64’ | Marcatori | 16’ Mboma |

| Arbitro: | Daami |

|                        |           |                              |
| Heinz 2’ Lengyel 90+1’ | Marcatori | 56’ al-Mutairi 64’ 73’ Saeed |

| Arbitro: | Fandel |

|                                     |           |           |
| Califf 40’ Albright 63’ Donovan 88’ | Marcatori | 83’ Najem |

| Arbitro: | Micallef |

|           |           |            |
| Došek 53’ | Marcatori | 24’ Lauren |

#### Gruppo D
| Squadra         | P.ti | G | V | N | P | GF | GS | DR |
| --------------- | ---- | - | - | - | - | -- | -- | -- |
| Brasile U-23    | 6    | 3 | 2 | 0 | 1 | 5  | 4  | +1 |
| Giappone U-23   | 6    | 3 | 2 | 0 | 1 | 4  | 3  | +1 |
| Sudafrica U-23  | 3    | 3 | 1 | 0 | 2 | 5  | 5  | 0  |
| Slovacchia U-23 | 3    | 3 | 1 | 0 | 2 | 4  | 6  | -2 |

| Arbitro: | Micallef |

|                                        |           |             |
| Edu 30’ Cisovský 68’ (aut.) Alex 90+1’ | Marcatori | 26’ Porazik |

| Arbitro: | Bré |

|              |           |                  |
| Nomvethe 31’ | Marcatori | 46’ 78’ Takahara |

| Arbitro: | Grimshaw |

|         |           |                                       |
| Edu 11’ | Marcatori | 10’ Fortune 74’ Nomvethe 90’ Lekoelea |

| Arbitro: | N'Doye |

|             |           |                        |
| Porazik 83’ | Marcatori | 67’ Nakata 74’ Inamoto |

| Arbitro: | Bré |

|         |           |  |
| Alex 5’ | Marcatori |  |

| Arbitro: | Sanchez Yanten |

|                        |           |              |
| Czinege 64’ Slahor 72’ | Marcatori | 75’ McCarthy |

### Fase ad eliminazione diretta
|  | Quarti di finale     | Quarti di finale |             |           | Semifinali                | Semifinali                |  |  | Finale | Finale |
|  |                      |                  |             |           |                           |                           |  |  |        |        |
|  |                      |                  |             |           |                           |                           |  |  |        |        |
|  |                      |                  |             |           |                           |                           |  |  |        |        |
|  | 1A. Italia U-23      | 0                |             |           |                           |                           |  |  |        |        |
|  | 1A. Italia U-23      | 0                |             |           |                           |                           |  |  |        |        |
|  | 2B. Spagna U-23      | 1                |             |           |                           |                           |  |  |        |        |
|  | 2B. Spagna U-23      | 1                | Spagna U-23 | 3         |                           |                           |  |  |        |        |
|  |                      |                  | Spagna U-23 | 3         |                           |                           |  |  |        |        |
|  |                      | Stati Uniti U-23 | 1           |           |                           |                           |  |  |        |        |
|  | 1C. Stati Uniti U-23 | Stati Uniti U-23 | 1           | 2 (5)     |                           |                           |  |  |        |        |
|  | 1C. Stati Uniti U-23 |                  |             | 2 (5)     |                           |                           |  |  |        |        |
|  | 2D. Giappone U-23    | 2 (4)            |             |           |                           |                           |  |  |        |        |
|  | 2D. Giappone U-23    | 2 (4)            | Spagna U-23 | 2 (3)     |                           |                           |  |  |        |        |
|  |                      |                  | Spagna U-23 | 2 (3)     |                           |                           |  |  |        |        |
|  |                      | Camerun U-23     | 2 (5)       |           |                           |                           |  |  |        |        |
|  | 1B. Cile U-23        | Camerun U-23     | 2 (5)       | 4         |                           |                           |  |  |        |        |
|  | 1B. Cile U-23        |                  |             | 4         |                           |                           |  |  |        |        |
|  | 2A. Nigeria U-23     | 1                |             |           |                           |                           |  |  |        |        |
|  | 2A. Nigeria U-23     | 1                | Cile U-23   | 1         | Finale per il terzo posto | Finale per il terzo posto |  |  |        |        |
|  |                      |                  | Cile U-23   | 1         | Finale per il terzo posto | Finale per il terzo posto |  |  |        |        |
|  |                      | Camerun U-23     | 2           |           |                           |                           |  |  |        |        |
|  | 1D. Brasile U-23     | Camerun U-23     | 2           | 1         | Stati Uniti U-23          | 0                         |  |  |        |        |
|  | 1D. Brasile U-23     |                  |             | 1         | Stati Uniti U-23          | 0                         |  |  |        |        |
|  | 2C. Camerun U-23     | 2                |             | Cile U-23 | 2                         |                           |  |  |        |        |
|  | 2C. Camerun U-23     | 2                |             |           | 2                         |                           |  |  |        |        |
|  |                      |                  |             |           |                           |                           |  |  |        |        |
|  |                      |                  |             |           |                           |                           |  |  |        |        |

#### Quarti di finale
| Arbitro: | Simon |

|  |           |           |
|  | Marcatori | 86’ Gabri |

| Arbitro: | Mane |

|                                                |           |           |
| Contreras 17’ Zamorano 18’ Navia 42’ Tello 65’ | Marcatori | 76’ Agali |

| Arbitro: | Tangawarima |

|                                       |                      |                                        |
| Wolff 68’ Vagenas 90’ (rig.)          | Marcatori            | 30’ Yanagisawa 72’ Takahara            |
| Vagenas Agoos Donovan Wolff Victorine | Tiri di rigore 5 – 4 | Nakamura Inamoto Morioka Nakata Myojin |

| Arbitro: | Fandel |

|                  |           |                      |
| Ronaldinho 90+4’ | Marcatori | 17’ Mboma 113’ Mbami |

#### Semifinali
| Arbitro: | Daami |

|                                     |           |                    |
| Tamudo 16’ Angulo 25’ José Mari 87’ | Marcatori | 42’ (rig.) Vagenas |

| Arbitro: | Bré |

|                   |           |                             |
| Abanda 78’ (aut.) | Marcatori | 84’ Mboma 89’ (rig.) Lauren |

#### Finale per il 3º posto
| Arbitro: | Micallef |

|  |           |                         |
|  | Marcatori | 69’ (rig.) 84’ Zamorano |

#### Finale
| Arbitro: | Ramos Rizo |

| |                      | |
| Xavi 2’ Gabri 45+2’ | Marcatori            | 53’ (aut.) Amaya 58’ Eto'o                                                                                         |
| Xavi Capdevila Amaya Albelda | Tiri di rigore 3 – 5 | Mboma Eto'o Geremi Lauren Womé                                                                                     |
| · 106’ Aranzubía · Lacruz · Marchena · Puyol · Amaya · 19’ Albelda · Xavi · 27’ Velamazán · 74’ Angulo · 55’, 91’ José Mari · 49’ Tamudo | Formazioni           | · Kameni · Mimpo · Abanda 25’ · Lauren · Geremi · Nguimbat 45’ · Alnoudji 111’ · Branco 91’ · Womé · Eto'o · Mboma |
| · 74’ Capdevila · 27’ 70’ Gabri · 49’ Ferrón                                                                                             | Sostituzioni         | · Meyong 111’ · Kome 45’ · Epalle 91’                                                                              |
| Sáez | Allenatori           | Akono |

## Classifica finale
| Pos     | Squadra       | Formazione |
| ------- | ------------- | --- |
| Oro     | Camerun       | Camerun olimpica1 Bekono, 2 Meyong, 3 Womé, 4 Mimpo, 5 Abanda, 6 Beaud, 7 Alnoudji, 8 Geremi, 9 Eto'o, 10 Mboma, 11 Kome, 12 Lauren, 13 Nguimbat, 14 Suffo, 15 Epalle, 16 M'Bami, 17 Branco, 18 Kameni, CT: Akono                                                                       |
| Argento | Spagna        | Spagna olimpica1 Aranzubía, 2 Lacruz, 3 Capdevila, 4 Marchena, 5 Unai, 6 Albelda, 7 Angulo, 8 Xavi, 9 José Mari, 10 Gabri, 11 Ferrón, 12 Puyol, 13 Luque, 14 Amaya, 15 Ismael, 16 Toni, 17 Tamudo, 18 Felip, CT: Sáez                                                                   |
| Bronzo  | Cile          | Cile olimpica1 N. Tapia, 2 Álvarez, 3 Maldonado, 4 Henríquez, 5 Contreras, 6 Reyes, 7 González, 8 Pizarro, 9 Zamorano, 10 Arrué, 11 Navia, 12 H. Tapia, 13 Núñez, 14 Tello, 15 Ibarra, 16 Olarra, 17 Ormazábal, 18 Di Gregorio, 19 Rojas, CT: Acosta                                    |
| 4.      | Stati Uniti   | Stati Uniti olimpica1 Friedel, 2 Dunseth, 3 McCarty, 4 Agoos, 5 O'Brien, 6 Hejduk, 7 DiGiamarino, 8 Califf, 9 Olsen, 10 Vagenas, 11 Albright, 12 Corrales, 13 Donovan, 14 Victorine, 15 Whitfield, 16 Wolff, 17 Casey, 18 Howard, CT: Charles                                           |
| 5.      | Italia        | Italia olimpica1 De Sanctis, 2 Grandoni, 3 Mezzano, 4 Zanchi, 5 Ferrari, 6 Gattuso, 7 Comandini, 8 Baronio, 9 Ventola, 10 Pirlo, 11 Zambrotta, 12 Margiotta, 13 Ambrosini, 14 Rivalta, 15 Cirillo, 16 Vannucchi, 17 Zanetti, 18 Abbiati, 21 Firmani, CT: Tardelli                       |
| 6.      | Giappone      | Giappone olimpica1 Narazaki, 2 Nakazawa, 3 Matsuda, 4 Morioka, 5 Miyamoto, 6 Inamoto, 7 H. Nakata, 8 Myōjin, 9 Hirase, 10 Nakamura, 11 Miura, 12 Sakai, 13 Yanagisawa, 14 Motoyama, 15 Nishi, 16 K. Nakata, 17 Takahara, 18 Tsuzuki, CT: Troussier                                      |
| 7.      | Brasile       | Brasile olimpica1 Hélton, 2 Baiano, 3 Fábio Bilica, 4 Álvaro, 5 Marcos Paulo, 6 Fábio Aurélio, 7 Ronaldinho, 8 Fabiano, 9 Edu, 10 Alex, 11 Geovanni, 12 Roger, 13 André Luís, 14 Lúcio, 15 Mozart, 16 Athirson, 17 Lucas, 18 Fábio Costa, CT: Luxemburgo                                |
| 8.      | Nigeria       | Nigeria olimpica1 Etafia, 2 Okunowo, 3 Babayaro, 4 Sunday, 5 Iyenemi, 6 Kanu, 7 Agali, 8 Igbinadolor, 9 Yakubu, 10 Oliseh, 11 Lawal, 12 Onwuzuruike, 13 Ikedia, 14 Kaku, 15 Okpara, 16 Okoronkwo, 17 Aghahowa, 18 Okoye, CT: Bonfrère                                                   |
| 9.      | Corea del Sud | Corea del Sud olimpica1 Choi H., 2 Park J.Su., 3 Park J.H., 4 Park J.Sub., 5 Sim J.W., 6 Kim D.K., 7 Choi C.W., 8 Ko J.S., 9 Kim D.H., 10 Lee C.S., 11 Lee D.G., 12 Lee Y.P., 13 Park D.H., 14 Kang C., 15 Cho S.K., 16 Kim S.S., 17 Choi T.U., 18 Kim Y.D., 19 Song C.G., CT: Huh J.M. |
| 10.     | Honduras      | Honduras olimpica1 Escobar, 2 Guerrero, 3 Montoya, 4 Izaguirre, 5 López, 6 Paez, 7 Pavón, 8 Rosales, 9 D. Suazo, 10 León, 11 Martínez, 12 M. Suazo, 13 Scott, 14 Ramírez, 15 J. Suazo, 16 Turcios, 17 Chirinos, 18 Valladares, CT: Maradiaga                                            |
| 11.     | Sudafrica     | Sudafrica olimpica1 Baron, 2 F. McCarthy, 3 Kannemeyer, 4 Matombo, 5 Booth, 6 Fortune, 7 Fredericks, 8 Matsau, 9 Nhleko, 10 Lekoelea, 11 Pule, 12 Ngobe, 13 Nteo, 14 Mokoena, 15 Nomvethe, 16 Buckley, 17 B. McCarthy, 18 Baloyi, CT: Mashaba                                           |
| 12.     | Kuwait        | Kuwait olimpica1 Kankone, 2 Al-Omran, 3 Mubarak, 4 Najem, 5 Husan, 6 Al-Humaidan, 7 Al-Anezi, 8 Al-Othman, 9 Abdullah, 10 Laheeb, 11 Saihan, 12 Al-Tayyar, 13 Salman, 14 Al-Mutairi, 15 Al-Buraiki, 16 Zayed, 17 Al-Kandari, 18 Al-Khaldi, CT: Avramović                                |
| 13.     | Slovacchia    | Slovacchia olimpica1 Čontofalský, 2 Čišovský, 3 Drobňák, 4 Hlinka, 5 Lérant, 6 Krško, 7 Kisel, 8 Pančík, 9 Czinege, 10 Barčík, 11 Šlahor, 12 Petráš, 13 Vyskoč, 14 Šupka, 15 Mintál, 16 Kráľ, 17 Porázik, 18 Lipčák, 22 Mucha, CT: Radolský                                             |
| 14.     | Rep. Ceca     | Rep. Ceca olimpica1 Chvalovský, 2 Lu. Došek, 3 Petrouš, 4 Kováč, 5 Lengyel, 6 Týce, 7 Sionko, 8 Ujfaluši, 9 Jankulovski, 10 Kučera, 11 Baroš, 12 Polák, 13 Brabec, 14 Li. Došek, 15 Vozábal, 16 Šimák, 17 Heinz, 18 Drobný, CT: Brückner                                                |
| 15.     | Australia     | Australia olimpica1 Milosevic, 2 Colosimo, 3 Lazaridis, 4 Foxe, 5 Skoko, 6 Laybutt, 7 Emerton, 8 Neill, 9 Viduka, 10 Wehrman, 11 Zane, 12 Blatsis, 13 Grella, 14 Rizzo, 15 Bresciano, 16 Čulina, 17 Curcija, 18 Turnbull, CT: Blanco                                                    |
| 6.      | Marocco       | Marocco olimpica1 El Jarmouni, 2 Nater, 3 Roumani, 4 Ouchla, 5 Chbouki, 6 El Brazi, 7 Kharbouch, 8 Oulmers, 9 Zairi, 10 El Assas, 11 El Moubarki, 12 El Khattari, 13 Kacemi, 14 Bassir, 15 Safri, 16 Benkouar, 17 Aboub, 18 Bagui, 20 El Barodi, CT: El Khider                          |

## Classifica marcatori
6 reti
- Zamorano (2 rigori)

4 reti
- Mboma
- Navia (1 rigore)
- Suazo

3 reti
- Lauren (1 rigore)
- Takahara
- Agali
- Gabri
- José Mari
- Vagenas (2 rigori)

2 reti
- Alex
- Edu
- Comandini
- al-Mutairi
- Saeed
- Došek (1 rigore)
- Porazik
- Xavi
- Albright
- Wolff
- Nomvethe

1 rete
- Foxe
- Wehrman
- Ronaldinho
- Alnoudji
- Eto'o
- Mbami
- Contreras
- Olarra
- Tello
- Lee Chun-soo
- Lee Dong-gook
- Inamoto
- Nakata
- Yanagisawa
- León
- Ambrosini
- Pirlo
- Mubarak
- Najem
- Ouchla
- Aghahowa
- Aiyegbeni
- Igbinadolor
- Ikedia
- Lawal

- Heinz
- Jankulovski
- Lengyel
- Czinege
- Slahor
- Angulo
- Lacruz
- Tamudo
- Velamazán
- Califf
- Donovan
- Fortune
- Lekoelea
- McCarthy

Autoreti
- Abanda (1)
- Rosales (1)
- Comandini (1)
- Okunowo (1)
- Cisovský (1)
- Amaya (1)